# Kimi (Vorname)
Kimi [ˈkimi] ist ein skandinavischer männlicher und japanischer weiblicher Vorname. Es kann sowohl eine Version des Vornamens Kim sein, als auch des Wortes Kimia (lingala für Frieden), das für männliche oder weibliche Personen als Vorname gebräuchlich ist.

## Bedeutung
skandinavische Kurzform von Joakim "Gott richtet auf/von Gott aufgezogen" 
- weiblich: „die Einzigartige“[2]

## Bekannte Namensträger
- Kimi Räikkönen  (* 1979), finnischer Automobilrennfahrer
- Kimi Antonelli (* 2006), italienischer Automobilrennfahrer